# نیروگاه الصدر
نیروگاه الصدر عراق (عراق، استان بغداد در شهرک صدر در شمال شرقی بغداد، بهره‌برداری ۴ اردیبهشت ۱۳۹۰)، یکی از نیروگاه‌های کشور عراق ساخت شرکت مپنا است. این نیروگاه از نوع گازی با ظرفیت تولید ۳۲۴ مگاوات است که شامل ۲ واحد گازی ۱۶۲ مگاواتی مدل V94.2 در زمینی به مساحت ۲۵ هکتار است. بنابر تصمیم وزارت برق عراق طرح توسعه نیروگاه الصدر شامل ۲ واحد گازی دیگر به اضافه ۲ واحد حرارتی به صورت سیکل ترکیبی خواهد بود و در مجموع ۹۶۰ مگاوات برق تولید خواهد کرد.
سوخت این نیروگاه گاز طبیعی و سوخت پشتیبان نفت گاز (گازوئیل) است که در ۴ مخزن هریک به ظرفیت ۱۵ هزار مترمکعب ذخیره‌سازی می‌شود. هر توربین روزانه یک میلیون لیتر گازوئیل مصرف می‌کند.
حدود ۹۵ درصد از تجهیزات نیروگاه الصدر ساخت ایران است و شرکت صادرات تجهیزات و خدمات صنایع آب و برق ایران (صانیر) مسوولیت راه‌اندازی این پروژه را بر عهده داشته‌است و این شرکت (صانیر) به مدت ۶ ماه بهره‌برداری از نیروگاه و آموزش پرسنل عراقی را بر عهده داشت.
ایران تا کنون ۲ نیروگاه در عراق ساخته‌است که بعد از ساخت این نیروگاه، اقدام به ساخت نیروگاه حیدریه کرد.

## تأثیر نیروگاه الصدر
کشور عراق، حدود هفت هزار مگاوات برق تولید می‌کند، در حالی که درخواست برق عراق در حال حاضر ۱۲ هزار و ۵۰۰ مگاوات است.
با بهره‌برداری از نیروگاه الصدر ظرفیت تولید برق در عراق پنج درصد افزایش می‌یابد. شهر بغداد که تا پیش از بهره‌برداری از واحد اول نیروگاه الصدر تنها پنج ساعت در شبانه‌روز دارای برق بود، اکنون بیش از هشت ساعت برق دارد. علاوه بر این، ایران به‌طور متوسط حدود ۸۰۰ مگاوات برق به عراق صادر می‌کند.

## روزشمار ساخت و هزینه نیروگاه
قرارداد تأمین تجهیزات دو واحد توربو ژنراتور گازی نیروگاه الصدر عراق میان شرکت صانیر- عامران افق عراق، به عنوان کارفرما و گروه مپنا در ۲۲ خرداد ۱۳۸۷ منعقد شد. واحد اول بخش گاز در اردیبهشت ۱۳۹۰ و واحد دوم حدود یک ماه بعد از آن به بهره‌برداری رسید.
هزینه اجرای دو واحد نیروگاه الصدر ۱۵۵ میلیون دلار بوده‌است و این پروژه توسط دولت عراق تأمین مالی شد.